# Australian Indoor Championships 1978
L'Australian Indoor Championships 1978 è stato un torneo di tennis giocato cemento indoor dell'Hordern Pavilion di Sydney in Australia. Il torneo fa parte del Colgate-Palmolive Grand Prix 1978. Si è giocato dal 16 al 22 ottobre 1978.

## Campioni

### Singolare maschile
Jimmy Connors ha battuto in finale  Geoff Masters con il punteggio di 6–0, 6–0, 6–4

### Doppio maschile
John Newcombe /  Tony Roche hanno battuto in finale  Mark Edmondson /  John Marks con il punteggio di 6–4, 6–3